# Thomas Harper Ince

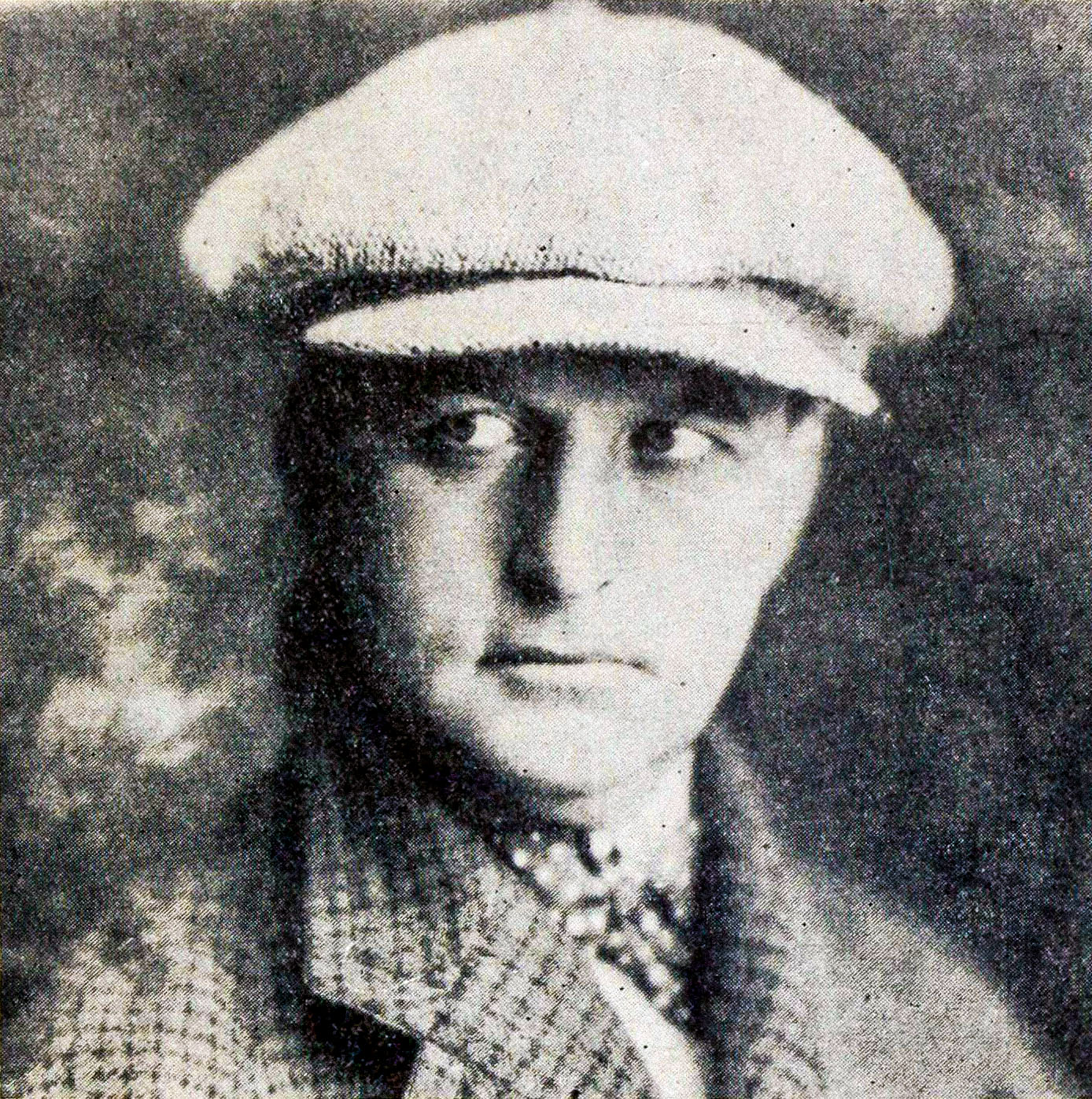
Ince en 1920

Thomas Harper Ince (Newport, Rhode Island, 6 de noviembre de 1880-Hollywood, California, 19 de noviembre de 1924), citado habitualmente como Thomas H. Ince, fue un actor, guionista, productor y director de cine estadounidense. Se destacó por un estilo riguroso de producción basado en la planificación y supervisión.
Nacido en el seno de una familia de actores, estuvo vinculado desde su infancia al mundo del arte, conociendo todo tipo de espectáculos. Sus hermanos, John Ince y Ralph Ince, también fueron actores y directores de cine.

## Su trabajo en el cine
Era hijo de los actores de teatro John Ince y Emma Brennan Ince. A los 15 años ya había participado en diversos espectáculos e incluso trabajado en Broadway como cantante y bailarín. En 1910 comenzó a trabajar como actor en la Independence Motion Picture Company de Carl Laemmele. En 1911 pasó a trabajar para la New York Motion Picture Company en Edenlade, California, donde su primera película fue el filme de vaqueros Bar Z's New Cook, estrenado el 12 de diciembre de 1911, en el cual trabajaba como director, productor, guionista y actor. Por esa época los estudios se trasladaron a un predio más amplio ubicado seis kilómetros al norte de Santa Mónica, California, que más adelante sería conocido como Inceville, y se contrató a la compañía de los Hermanos Miller, un circo que rodaba sus propias películas, compuesta por unas 350 personas, incluyendo jinetes, actores, indios con sus caballadas, mulas y demás equipos. 
El estudio comenzó con dos vestuarios y una plataforma sobre la que se montaban los decorados; también se utilizó para filmar una aldea cercana habitada principalmente por pescadores rusos y japoneses y sus familias. War on the Plains (1912), la primera película en que aparecieron los indios de Inceville, fue alabada por la crítica por su exactitud histórica, vestuario y fotografía. Para el filme Custer's Last Fight (1912)obtuvo autorización del gobierno estadounidense para contratar como extras unos cien indios sioux de la reserva que se agregaron a los que ya trabajaban habitualmente. 
Ince dirigió, escribió y produjo personalmente todas las películas de los estudios hasta el otoño de 1912; el montaje lo hacía en la cocina de su casa ayudado por su esposa, que pasaba las películas en tanto él se ocupaba de cortar y unir los negativos, y más adelante comenzó a compartir la tarea con Francis Ford.
En 1912 la compañía se fusionó con la Universal y comenzó una lucha de poder que finalizó cuando la marca quedó para la Universal e Ince, junto a Adam Kessel y Charles O. Baumann, dos de los propietarios de la Bison, fundó la Kay-Bee Productions.
El estilo de trabajo de Ince se caracterizaba por un estricto control sobre costos económicos que contrastaba con la improvisación con la que en general se manejaba la industria, en la cual eran pocas las productoras que partían de presupuestos estudiados. Implantó muchos de los mecanismos de la producción de películas, como el uso de un guion de filmación detallado que contenía también información sobre quienes estaban en escena, una lista de todos los escenarios interiores y exteriores a usar, la planilla de costos y otros más. También fue el primero en requerir que, en lugar de una sola persona haciendo todo, hubiera especializaciones en directores, editores y guionistas. Esta normalización y automatización facilitaba la producción de películas en serie.
En 1914 rodó la película The Battle of Gettysburg, en la que empleó más de 800 actores a los que filmaba con ocho cámaras desde diferentes ángulos, en escenas bélicas de una magnitud nunca vista anteriormente. Sacó luego la nueva marca "Dominó", con la que produjo películas interpretadas por la estrella japonesa Tsuru Aoki y su troupe de artistas, para lo cual construyó una aldea japonesa en Santa Ynez. Allí se filmaron películas en episodios como The Wrath of the Gods o La cólera de los dioses (1914) y The Typhonn, interpretadas por esa estrella, junto a su esposo Sessue Hayakawa. En los estudios pronto habría una misión española, un pueblo holandés con canal y molino de viento incluidos, una ciudad del Oeste, una calle de las Antillas y un campamento indio. 
Produjo en cantidad películas del oeste con William S. Hart, convirtiéndolo en la estrella del oeste de su época, entre las que se destacó The Bargain, lo que constituía una línea muy rentable, al mismo tiempo que hacía filmes con pretensiones sociales y de calidad con estrellas como Mildred Harris y William Desmond. Ince escribió gran número de guiones, incluyendo The Italian (1915), que fue preservado por el National Film Registry de Estados Unidos. 
En 1915, Ince se asoció con D. W. Griffith y Mack Sennett para crear Triangle Motion Picture Company, en Culver City, California. En 1918 vendió su parte a Griffith y Sennett, y adquirió gratuitamente del especulador inmobiliario Harry Culver un predio de 16 acres ubicado en Culver City, junto a una carretera polvorienta que con el tiempo sería el boulevard Washington, e inauguró los Estudios Thomas H. Ince que estuvieron en actividad entre 1919 y 1924. 
Ince dejó de dirigir y se dedicó a la expansión de la empresa y a la producción supervisando los guiones, encuadres y la labor en general de ocho directores. En 1916 produjo la película Civilización, una historia de la guerra y la paz en un país imaginario que favoreció la campaña pacifista del presidente Woodrow Wilson durante la Primera Guerra Mundial. Para la película se construyó una truca con la que se amplió las explosiones de las batallas para darles más realismo. Entre las últimas películas importante producidas por Ince se cuentan Human Wreckage (1923), que es un alegato contra el abuso de drogas, y Anna Christie (1923). 
En 1925 Cecil B. DeMille adquirió el predio y lo bautizó DeMille Studios. Una calle de Culver City, que cruza los Estudios Culver, se llama Ince Blvd. en su honor y se planea construir en un futuro cercano un teatro, Ince Theater, en un lote vacío cerca del Ince Blvd.
El estilo de Thomas Ince, con su supervisión personal de todos los guiones y planes de producción, le convirtió en uno de los productores más destacados de las dos primeras décadas del cine estadounidense. Muchos actores que luego fueron figuras populares así como directores jóvenes que llegarían a ser consagrados pasaron por su estudio.

## Su fallecimiento
El 15 de noviembre de 1924, en San Pedro, California, el lujoso yate Oneida, propiedad del magnate William Randolph Hearst, salió para un paseo de fin de semana hacia San Diego en honor del cumpleaños 44 de Ince, llevando a bordo a Charlie Chaplin, la periodista Louella Parsons, el gerente de producción de Hearst, el Dr. Daniel Carson Goodman, la escritora Elinor Glyn y las actrices de cine Marion Davies, Aileen Pringle, Jacqueline Logan, Seena Owen, Margaret Livingston y Julanne Johnston. Ince no pudo subir a bordo porque se retrasó por ocupaciones de su negocio, por lo cual viajó en tren a San Diego y lo hizo a la mañana siguiente, por lo que asistió ese domingo a la noche a la fiesta en su honor. El lunes por la mañana temprano una embarcación lo transportó desde el yate a la costa acompañado por el Dr. Goodman, que era un médico recibido, pero que no practicaba su profesión, y entre la noche del martes y madrugada del 19 falleció.
El certificado de defunción, firmado por la Dra. Ida Glasgow, su médico personal, indicaba un ataque al corazón como causa de muerte. Su cuerpo fue cremado y pronto su viuda, Elinor Kershaw (conocida como 'Nell Ince' desde su matrimonio, 1884-1971), partió para Europa.

## Versiones posteriores sobre su muerte
En los años posteriores circularon varias historias contrapuestas respecto de lo ocurrido, algunas refiriendo que Hearst le había disparado, sea en un ataque de celos o en forma accidental mientras peleaba con Chaplin por causa de Davies, y usando luego su poder e influencia para encubrir el hecho.
Alrededor de 1927 Louella Parsons, que era una influyente y temida periodista del mundo del espectáculo de Hollywood, dijo que William Randolph Hearst le disparó en la cabeza a Thomas Ince por error, ya que le quería tirar a Chaplin. Hearst habría sospechado que Davies y Chaplin eran amantes en secreto y, para vigilarlos, invitó a ambos en ese viaje en el curso del cual los encontró en una situación que los comprometía y fue a buscar su arma. Ince, despertado por los gritos de Davies, habría corrido a la escena y recibió el disparo destinado a Chaplin.
Una segunda versión ubicaba a Ince, que sufría de úlcera, en la cocina buscando algo para el dolor de estómago el domingo a la noche cuando entró Hearst y confundiéndolo con Chaplin le disparó. Otra versión hablaba de una pelea por la pistola ocurrida en la cubierta inferior entre pasajeros no identificados durante la cual se escapó un tiro que atravesó la pared de madera y mató a Ince, que estaba en su camarote.
Abigail Kinsolving, la secretaria de Marion Davies, que no estaba casada, agregó en la misma época más elementos de confusión cuando dijo que ese fin de semana Ince la había violado a bordo del yate. Meses después dio a luz un bebé y murió poco después en un misterioso accidente de automóvil cerca del rancho de Hearst. El cuerpo fue hallado por dos guardaespaldas de Hearst, junto con una nota de suicidio de apariencia sospechosa, y la niña fue enviada a un orfanato con el apoyo económico de Marion Davies.
El secretario de Chaplin, Toraichi Kono, también intervino afirmándole a su esposa que había visto a Ince cuando llegaba a la costa con una herida de bala en la cabeza, que sangraba. La historia se expandió rápidamente entre los trabajadores domésticos japoneses a través de Beverly Hills hasta llegar a un punto en el cual el fiscal de San Diego se vio obligado, un mes después del hecho, a iniciar una investigación. La misma se limitó a tomar declaración al Dr. Goodman, quien explicó que una vez en tierra había tomado el tren hacia Los Ángeles junto con Ince, pero como éste se sintiera mal bajaron en Del Mar y se registraron en un hotel, desde el cual Goodman llamó a un doctor y a Nell Ince, quien aceptó viajar a Del Mar. Goodman, sin aclarar si se trataba de un ataque al corazón o una indigestión, dijo que había dejado el hotel antes de la llegada de la esposa. Con esta sola declaración el fiscal cerró la investigación.
Los rumores y las sospechas, sin embargo, continuaron expandiéndose entre la misma gente que había compartido con Ince el viaje fatal de ese fin de semana. Chaplin siempre negó haber estado allí e insistió en que había visitado, con Hearst y Davies, al doliente Ince más adelante en esa semana, afirmando que Ince había muerto dos semanas después de su visita, cuando en realidad lo había hecho dentro de las 48 horas después de haber abandonado el yate Oneida.
Marion Davies también hizo su contribución al misterio pues nunca reconoció que Chaplin o Goodman estuvieran a bordo ese fin de semana y también negó que se encontrara allí Louella Parsons. Davies insistió en que Nell Ince la llamó tarde ese lunes a la United Studios informándole de la muerte de Ince, lo cual implicaría una premonición, ya que recién falleció el martes.
Pareciera que William Randolph Hearst hubiera recompensado a Louella Parsons por su silencio. Cuando ocurrió ese viaje, era columnista de cine en Nueva York para uno de sus periódicos y después del hecho le dio un contrato vitalicio y extendió la cobertura de sus colaboraciones, con lo cual floreció su legendario poder sobre Hollywood. Supuestamente también le entregó un fondo fiduciario a Nell Ince justo antes de que partiera hacia Europa en retribución por su decisión de que se no hiciera una autopsia y se incinerara de inmediato el cadáver. Corrió también el rumor de que había pagado la hipoteca que pesaba sobre el departamento de Ince del edificio Chateau Elysee en Hollywood. D. W. Griffith siempre decía: "Todo lo que hay que hacer para ver a Hearst ponerse blanco como un espectro era mencionar el nombre de Ince. Hay muchas cosas raras allí, pero Hearst es demasiado grande".
En 2001 Peter Bogdanovich dirigió la película El maullido del gato, cuya historia se basa en tales rumores. Bogdanovich afirmaba que había oído la versión del director Orson Welles que, a su vez, la escuchó del escritor Herman J. Mankiewicz. La novela publicada por Ed. Scribner en 1996, titulada Murder at San Simeon, escrita por Patty Hearst y Cordelia Frances Biddle, también se basa en el hecho.

## Filmografía
| - The Seven Ages (1905) - Richard III (1908) - The Cardinal's Conspiracy (1909) - King Lear (1909) - His New Lid (1910) - The Englishman and the Girl (1910) - Bar Z's New Cook (1911) - For Her Brother's Sake (1911) - Their First Misunderstanding (1911) - The Gangsters and the Girl (1914) - Artful Kate (1911) - Behind the Stockade (1911) - The Brand (1911) - A Dog's Tale (1911) - The Fisher-Maid (1911) - For Her Brother's Sake (1911) - Her Darkest Hour (1911) - The Hidden Trail (1911) - His Nemesis (1911) - The House That Jack Built (1911) - In Old Madrid (1911) - In the Sultan's Garden (1911) - Little Nell's Tobacco (1911) - Maid or Man (1911) - A Manly Man (1911) - Message in the Bottle (1911) - New Cook (1911) - Over the Hills (1911) - The Penniless Prince (1911) - Sweet Memories (1911) - The Aggressor (1911) - Across the Plains (1911) - The Dream (1911) - Their First Misunderstanding (1911) - The Battle of the Red Men (1912) - Blazing the Trail (1912) - The Clod (1912) - The Colonel's Son (1912) - The Colonel's Ward (1912) - A Double Reward (1912) - The Empty Water Keg (1912) - For Freedom of Cuba (1912) - For the Cause (1912) - The Law of the West (1912) - A Mexican Tragedy (1912) - War on the Plains (1912) - The Invaders (1912) - The Altar of Death (1912) - The Sergeant's Boy (1912) - Custer's Last Raid (1912) - The Desert (1912) - The Colonel's Peril (1912) - His Message (1912) - Soldier's Honor (1912) - The Outcast (1912) - The Lieutenant's Last Fight (1912) - The Post Telegraphers (1912) - The Deserter (1912) - The Crisis (1912) - The Indian Massacre / Heart of an Indian (1912) - The Tables Turned (1912) - Through the Flames (1912) - The Kid and the Sleuth (1912) - The Ambassador's Envoy (1913) - The Boomerang (1913) - Bread Cast Upon the Waters (1913) - Days of '49 (1913) - Granddad (1913)ř - The Hateful God (1913) - A Shadow of the Past (1913) - In Love and War / Call to Arms (1913) - The Battle of Gettysburg (1913) - The Drummer of the 8th (1913) - The Hour of Reckoning (1914) - The Last of the Line (1914) - The Village 'Neath the Sea (1914) - Out of the Night (1914) - The Death Mask (1914) - The Coward (1915) - The Toast of Death (1915) - The Cup of Life (1915) - The Alien / The Sign of the Rose (1915) - The Devil / Satan's Pawn (1915) - Dividend (1916) | - Civilization (1916) - The Stepping Stone (1916) - Peggy (1916) - Anna Christie (1923) - Flicker Flashbacks No. 1 (1947) (escenas tomadas de Behind the Stockade, 1909) - Little Nell's Tobacco (1910) - For the Queen's Honor (1911) - The Fortunes of War (1911) - The Forged Dispatch (1911) - The Stampede (1911) - Across the Plains (1911) - Sweet Memories (1911) - The Mirror (1911) - Bar Z's New Cook (1911) - The Army Surgeon (1912) - The Altar of Death (1912) - The Outcast (1912) - The Deserter (1912) - The Battle of the Red Men (1912) - The Indian Massacre (1912) - War on the Plains (1912) - The Battle of Gettysburg (1913) - In the Sage Brush Country (1914) - The Last of the Line (1914) - A Political Feud (1914) - The Fortunes of War (1914) - The Bargain (1914) - The Vigil (1914) - The Mills of the Gods (1914) - The Worth of a Life (1914) - The Word of His People (1914) - Stacked Cards (1914) - The Winning of Denise (1914) - An Eleventh Hour Reformation (1914) - The City (1914) - The Curse of Humanity (1914) - The Voice at the Telephone (1914) - The Wrath of the Gods (1914) - The Latent Spark (1914) - In the Cow Country (1914) - Out of the Night (1914) - Shorty Escapes Marriage (1914) - The Rightful Heir (1914) - Wolves of the Underworld (1914) - The Gringo (1914) - Desert Gold (1914) - O Mimi San (1914) - The Hammer (1915) - Tools of Providence (1915) - The Reward (1915) - The Conversion of Frosty Blake (1915) - Bad Buck of Santa Ynez (1915) - The Cup of Life (1915) - The Taking of Luke McVane (1915) - On the Night Stage (1915) - The Spirit of the Bell (1915) - The Roughneck (1915) - The Devil (1915) - Tricked (1915) - In the Switch Tower (1915) - The Girl Who Might Have Been (1915) - Satan McAllister's Heir (1915) - Winning Back (1915) - The Sheriff's Streak of Yellow (1915) - The Grudge (1915) - Mr. 'Silent' Haskins (1915) - The Scourge of the Desert (1915) - A Confidence Game (1915) - The Italian (1915) - The Despoiler (1915) - Aloha Oe (1915) - The Disciple (1915) - The Coward (1915) - Keno Bates, Liar (1915) - The Living Wage (1915) - A Knight of the Trails (1915) - The $100,000 Bill (1915) - Cash Parrish's Pal (1915) - The Ruse (1915) - The Deserter (1916) - The Last Act (1916) - Bullets and Brown Eyes (1916) - Ashes of Hope (1917) - The Family Skeleton (1918) |